# Feliks Dwojak
Feliks Dwojak (ur. 23 września 1924 w Radomiu, zm. 15 stycznia 2013 w Warszawie) – pułkownik MSW, starszy inspektor Wydziału IX Biura "B" MSW od 1982, starszy inspektor do zadań specjalnych Departamentu Kadr MSW od 1965, naczelnik Wydziału IV Departamentu III MSW od 28 listopada 1956, kierownik Wojewódzkiego Urzędu do Spraw Bezpieczeństwa Publicznego w Poznaniu od czerwca 1955, funkcjonariusz UBP dla miasta stołecznego Warszawy, WUBP w Łodzi, Wrocławiu i MUBP w Radomiu, historyk.
Odpowiedzialny za obronę Wojewódzkiego Urzędu Bezpieczeństwa Publicznego w Poznaniu podczas wydarzeń Czerwca '56. W wyniku obustronnej wymiany strzałów śmierć ponieśli zarówno obrońcy jak i demonstranci.
W 1963 został absolwentem Wyższej Szkoły Nauk Społecznych przy KC PZPR. Był odznaczony m.in. Orderem Sztandaru Pracy II klasy.

## Awanse[4]
- podporucznik (1 stycznia 1946)
- porucznik (22 lipca 1947)
- kapitan (1 stycznia 1948)
- major (22 lipca 1952)
- podpułkownik (18 lipca 1956)
- podpułkownik MO (30 stycznia 1957)
- pułkownik MO (29 czerwca 1961)